# آلفا (آرکانزاس)
الفا، ارکانساس (به انگلیسی: Alpha, Arkansas) یک محدوده ثبت‌نشده در ایالات متحده آمریکا است که در ایالت آرکانزاس واقع شده‌است.

## خصوصیات
الفا ۱۱۶٫۱۳ متر بالاتر از سطح دریا واقع شده‌است.